# Фидес — Венгерский гражданский союз
Фидес — Венгерский гражданский союз (венг. Fidesz – Magyar Polgári Szövetség) — одна из двух крупнейших политических партий Венгрии. Старые названия: Альянс молодых демократов (1988—1995), Фидес — Венгерская гражданская партия (1995—2003).

## Альянс молодых демократов (1988—1995)
30 марта 1988 года 37 антикоммунистически настроенных студентов основали Альянс молодых демократов (венг. Fiatal Demokraták Szövetsége), сокращённо Фидес (венг. Fidesz).
В 1990 году на первых в постсоветской истории Венгрии свободных парламентских выборах Альянс получил 8,95 % голосов и сформировал собственную фракцию, объединившую 22 депутата. В 1992 году партия была принята в Либеральный интернационал.
В 1992—93 годах вице-президент партии Виктор Орбан, победив во внутрипартийной борьбе Габора Фодора и его либеральных сторонников, добился смещения партии на правоконсервативные позиции. После этого часть либерального крыла во главе с Фодором покинули партию, перейдя в Альянс свободных демократов.
Раскол привёл к тому что на выборах 1994 года Фидес получил только 7,02 % голосов и 20 мандатов.

## Фидес — Венгерская гражданская партия (1995—2003)
В 1995 году Альянс молодых демократов был переименован в Фидес — Венгерская гражданская партия (венг. Fidesz—MPP). Выборы в парламент в мае 1998 года принесли партии победу, она получила 28,18 % голосов и 148 из 386 мест в парламенте. Вступив в коалицию с Независимой партией мелких хозяев и Венгерским демократическим форумом, Фидес сформировал правительство во главе со своим лидером 35-летним Орбаном.
В конце 2000 года смена политической ориентации была завершена. В ноябре Фидес вышел из Либерального интернационала и вступил в Европейскую народную партию. В декабре того же года партия также стала членом Европейского демократического союза.
На выборах 2002 года даже несмотря на то, что Фидес собрал 41,07 % голосов и увеличил своё представительство в парламенте со 147 депутатов до 164, правящая коалиция получила лишь 188 депутатских мандатов и была вынуждена перейти в оппозицию.

## Фидес — Венгерский гражданский союз (с 2003)

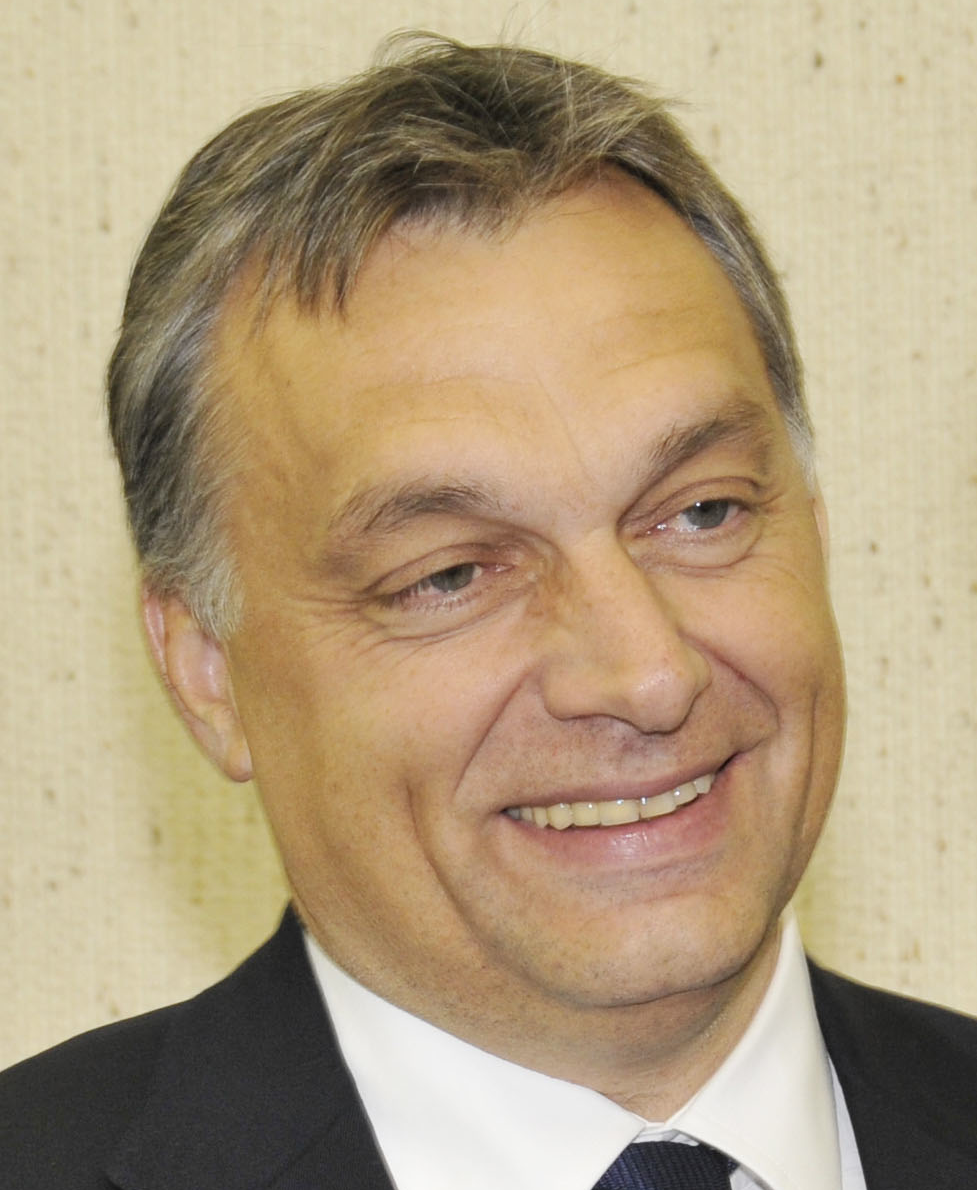
Виктор Орбан (2010)

В 2003 году партия стала называться Фидес — Венгерский гражданский союз. Кроме того был принят новый устав, согласно которому возросли полномочия президента партии. Руководителем обновлённой организации вновь был избран Виктор Орбан.
Значительного успеха партия добилась в 2004 году, получив на выборах в Европейский парламент 47,4 % голосов и 12 мандатов, то есть половину всех мест от Венгрии. На выборах в парламент в апреле 2006 года Фидес участвовал в коалиции с Христианско-демократической народной партией (ХДНП) и вновь не смог сформировать правительство. Обе партии получили 42,03 % голосов и завоевали 164 мандата, в том числе 141 достался Фидес.
На выборах в Европарламент в 2009 году коалиция Фидес—ХДНП одержала решительную победу, набрав 56,4 % голосов и получив 14 мандатов из 22, отведённых для Венгрии, из них 13 мест у Фидес, 1 — ХДНП.
На парламентских выборах 2010 года партия в коалиции с ХДНП получила большинство мест уже в первом раунде голосования (206 мест от общего числа в 386). Кандидаты Фидес—ХДНП получили абсолютное большинство голосов в 119 из 176 одномандатных округов, в 56 из 57 остальных они получили относительное большинство. Во втором туре кандидаты Фидес—ХДНП победили в 53 из 57 оставшихся одномандатных округов, ещё в одном округе победил единый кандидат Фидес—ХДНП—Партии предпринимателей. Всего коалиция во главе с Фидес получила 263 места из 386 (68,1 % мест), из них 226 пришлись на долю Фидес. После выборов победившей коалицией было сформировано правительство во главе с Виктором Орбаном.
29 июня 2010 года парламентом Венгрии избран новым президентом страны представитель Фидес Пал Шмитт. После его ухода в отставку в связи со скандалом о плагиате в диссертации новым президентом Венгрии 2 мая 2012 года был избран представитель Фидес Янош Адер.
Получив с союзниками конституционное большинство, Фидес инициировала принятие новой Конституции, которая вступила в действие с 2012 года. В новой конституции говорится, что венгерский народ объединяют «Бог и христианство». За государством закрепляется обязанность защищать жизнь, при этом оговорено, что жизнь начинается при зачатии. Фактически эта статья конституции вводит запрет на аборты. Брак обозначен в конституции как союз мужчины и женщины.
В июле 2014 года лидер партии Орбан призвал сменить либеральную демократию на модель государственного устройства, сходную с Россией, Турцией, Китаем и Сингапуром, а социальное государство — на некое «трудовое государство».
В 2016 году партия во главе с Виктором Орбаном выступила инициатором референдума по вопросу о квотах на беженцев, которых Евросоюз предлагал поселить на территории Венгрии. При этом партия активно агитировала против расселения беженцев в Венгрии.
3 марта 2021 года партия «Фидес» вышла из фракции Европейской народной партии в Европейском парламенте, а 18 марта — из Европейской народной партии.
Согласно оценкам некоторых оппозиционных политологов, Виктор Орбан и партия «Фидес» с 2010 года построили в Венгрии «мафиозное государство», где вся полнота власти принадлежит группе, связанной с партией и лично с Орбаном.

## Организационная структура
Венгерский гражданский союз состоит из избирательных районных ассоциаций (választókerületi szervezet) по одной на избирательный район, избирательные районные ассоциации состоят из местных ассоциаций (helyi szervezet) по одной на общину.
Высший орган — конгресс (Kongresszus), между конгрессами — государственное правление (Országos Választmány), между государственными правлениями — государственный конгресс (Országos Elnökség), контрольный орган — Комитет по мандатам, уставу и конфликтам (Mandátumvizsgáló, Ügyrendi− és Összeférhetetlenségi Bizottság) и комитет по этике (Etikai Bizottság), ревизионный орган — ревизионный комитет (Számvizsgáló Bizottság).
Молодёжная организация — Фиделиташ (Fidelitas).